# Больц, Ханнс
Ханнс Больц (нем. Hanns Bolz; 22 января 1885[…], Ахен, Ахен — 4 июля 1918, Мюнхен) — немецкий художник, скульптор и иллюстратор, представитель таких направлений в искусстве, как экспрессионизм и кубофутуризм.

## Биография
По окончании школы в Аахене Больц в 1905—1908 годах обучался живописи в Дюссельдорфской академии художеств. Затем художник приезжает в Париж и снимает на Монмартре художественную мастерскую, на улице Габриель, 49, в которой до него работал П. Пикассо. Здесь, а также в находившемся по соседству Кафе-дю-Дом Больц знакомится с художниками Гансом Пуррманом (1880—1966) и Рудольфом Леви (1875—1944), а также с галеристом Альфредом Флехтхеймом (1878—1937), сохранившим картины Больца после его смерти.
В 1911—1912 годах Больц живёт и работает в Мюнхене, в том числе и иллюстратором журнала «Комета». Художник был активным участником светского общества, вращавшегося в богемном квартале баварской столицы Швабинге; он был близок к группе Синий всадник и её членам — Францу Марку и Василию Кандинскому. В том же 1912 Больц возвращается в Париж. Здесь он открывает своё ателье на Монпарнасе. В короткое время он совершает учебные поездки в Мадрид, в Венецию, в Осло и в Лондон.
С началом Первой мировой войны художник был призван в германскую армию и отправлен на фронт. Будучи тяжело отравлен боевыми газами, почти ослепший Больц в 1917 году был демобилизован. Первое время он жил в Кёльне, у художника Отто Фрейндлиха, в мастерской которого познакомился с Максом Эрнстом. Затем Больц уезжает в Мюнхен, где вынужден был в связи с ухудшившимся состоянием здоровья лечь в госпиталь. Скончался от последствий полученных на фронте ранений.
После начальных работ, представляющих преимущественно сатирическую графику для журналов, а также живописные портреты Х.Больц, после первого приезда в Париж, интересуется преимущественно такими течениями в искусстве, как экспрессионизм, кубо-футуризм и фовизм. Сперва художник создаёт здесь натюрморты в приглушённых тонах, затем — сочные, яркие полотна с изображением окрестностей Монмартра. К этому времени относится одно из лучших полотен Больца — портрет его друга и мецената, Альфреда Флехтхейма. Последовавшие за ним новые портреты и варьете-сценки указывают на различные эксперименты с цветом, комбинацию парижского стиля и немецкой Новой вещественности.
Начиная с 1912 года, после своей второй поездки в Париж Х. Больц, находясь под влиянием Г. Аполлинера, пишет всё более абстрактные полотна; зачастую это переплетение линий с округлыми, треугольными и трапециевидальными формами и сегментами. Краски становятся вновь ненавязчивыми, неким тонким дополнением к рисунку. Отто Фрейндлих называл Х. Больца единственным немецким крупным художником — кубофутуристом.
После ранения на фронте и болезни Х. Больц занимался преимущественно скульптурой. Эти его работы почти исключительно были получены Максом Эрнстом. Несмотря на настояния Больца после его смерти уничтожить все его произведения, они были сохранены и каталогизированы другом художника, А. Флехтхеймом. С 1999 года эти работы выставлены на постоянной экспозиции Х.Больца в его родном Аахене, в музее Зюрмонд-Людвиг.

## Выставки (избранное)
- 1909 — выставка с художниками группы Мост в Аахене
- 1910 — выставки в парижских Осеннем салоне и в Салоне Независимых
- 1912 — выставка Зондербунда в Кёльне
- 1913 — Эрмори-шоу в Нью-Йорке и в Чикаго
- 1913 — выставленные работы на «Первом немецком осеннем салоне» Хервата Уолдена
- 1913 — совместная выставка с В.Кандинским в аахенской Рейфф-музее
- 1914 — выставка в парижской галерее Флехтхейм
- 1919 — ретроспектива работ на кёльнской дада — выставке.

## Галерея

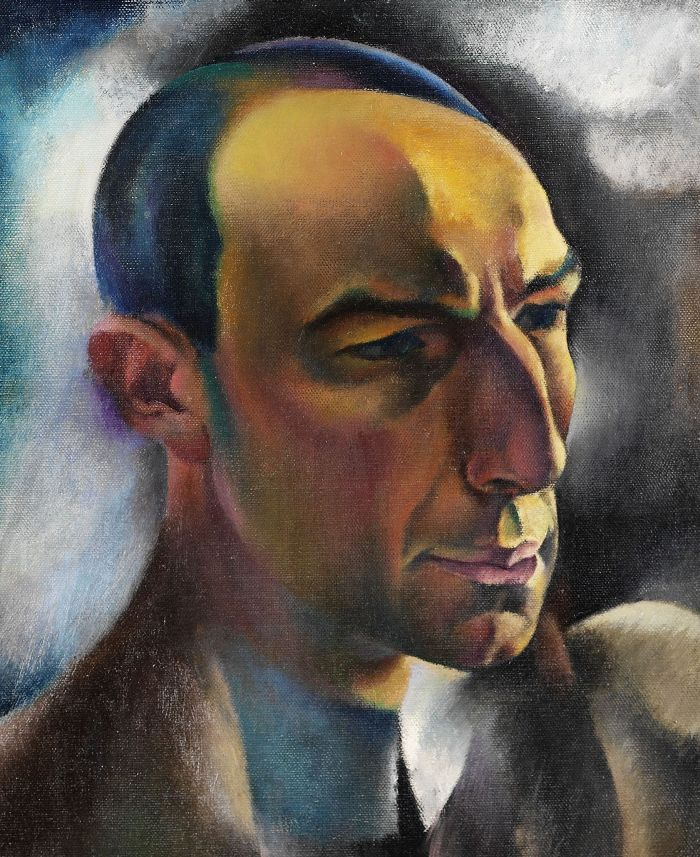
Портрет галериста Альфреда Флехтхейма (1910)
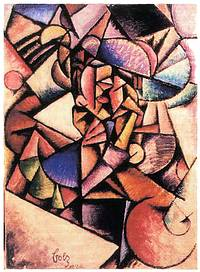
Композиция
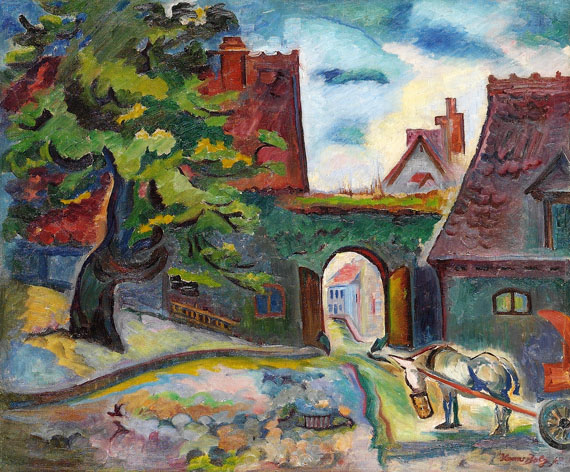
Ослик с тележкой (1903)
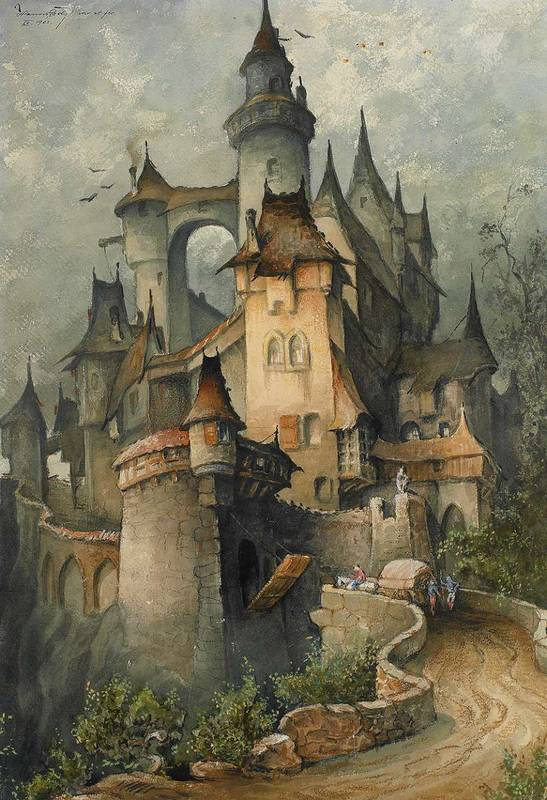
Романтический замок (1903, акварель)
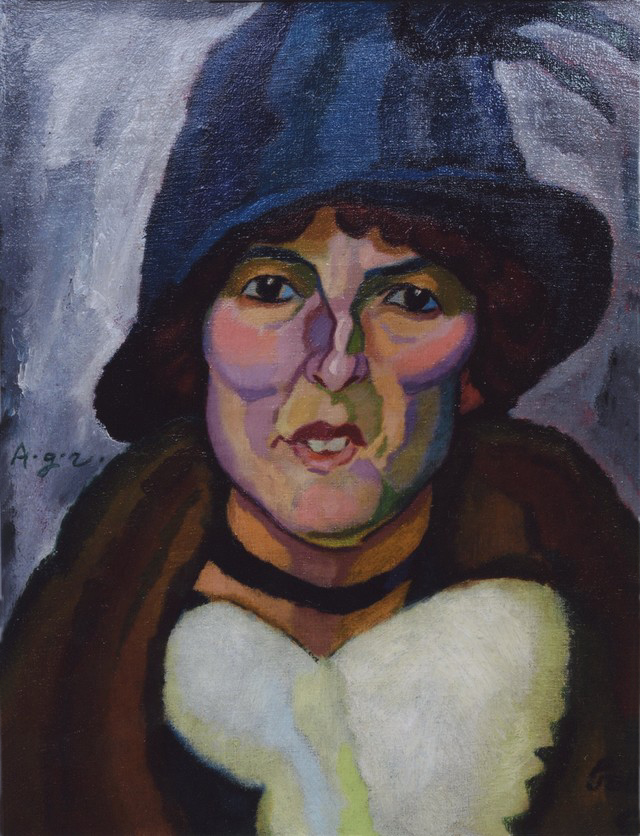
Портрет (1912–13)